# Автошлях Т 1918
Автошля́х Т 1901 — автомобільний шлях територіального значення у Сумській області. Пролягає територією Краснопільського району через пункт контролю Покровка — Краснопілля. Загальна довжина — 20,8 км.

## Маршрут
Автошлях проходить через такі населені пункти:
| Автошлях Т 1918           |     |
| Сумська область           |     |
| Краснопільський район     |     |
| Покровка (пункт контролю) |     |
| Покровка                  |     |
| Михайлівське              |     |
| Краснопілля               | Р45 |